# Хачатурян, Нина Александровна
Ни́на Алекса́ндровна Хачатуря́н (урожд. Денисова; 7 октября 1931, Москва — 9 июля 2020) — советский и российский историк-медиевист, доктор исторических наук (1988), профессор (1990), засл. профессор МГУ (2006), специалист в области политической истории Франции и историографии. С момента поступления на истфак МГУ в 1950 году, вся её жизнь была связана с ним, являлась замзаведующего кафедрой истории средних веков.

## Биография
Родилась в семье служащих. Отец был арестован по статье 58. Несмотря на печать «дочери врага народа», в 1950 сумела поступить на исторический факультет МГУ им. М. В Ломоносова. Специализировалась по кафедре истории Средних веков под руководством профессора Н. А. Сидоровой. В 1955 году защитила дипломную работу «Из истории Франции XIV в. (Ликвидация ордена тамплиеров)». В 1961 году по рекомендации профессора Е. В. Гутновой и академика С. Д. Сказкина зачислена в штат кафедры на должность ассистента.
В 1968 году защитила кандидатскую диссертацию «Возникновение сословного представительства во Франции в начале XIV в.», получила должность научного сотрудника и была назначена заместителем заведующего кафедрой истории Средних веков, тогда же получила право вести работы дипломников (первый в 1970 году). Вышла замуж между 1971 и 1974 (до 1976 печаталась под фамилией Денисова-Хачатурян)[уточнить]. В 1987 году защитила докторскую диссертацию «Социальная природа сословной монархии во Франции XIV—XV вв.». В 1992 году организовала научную группу «Власть и общество» и затем руководила ею. Входила в состав редколлегии журнала «Средние века».
Награждена медалями «Ветеран труда» и «В память 850-летия Москвы» (1997).

## Научная деятельность
Н. А. Хачатурян являлась ведущим специалистом в области политической истории Западной Европы в Средние века. Эту тематику она начала развивать ещё в советские годы, когда та считалась под запретом. Вслед за Е. В. Гутновой Н. А. Хачатурян предлагала по-новому взглянуть на соотношение политического и социального начала в жизни средневекового общества. Так в общей сфере политической истории она разработала особую концепцию о взаимосвязанности государственных институтов и общества. В последующие годы эта тематика расширилась, приобретя название «Власть и общество», которое легло в основу научных изысканий ряда специалистов после «догматического освобождения» исторической науки. Особую роль в творчестве ученого играла проблема природы города в Средние века, дискуссию о которой она перевела в новую плоскость: вместо вопроса о феодальной природе городских формирований, она предлагала концепцию органичности их появления на определённом этапе социально-экономического развития. Отдельное направление приобрела идея корпоративности средневекового городского общества. Среди научных интересов выделялись также история представлений о власти, история политической культуры. Стиль Н. А. Хачатурян отличался широтой теоретических построений, применением структурного анализа. Особое место в творчестве занимали работы по историографии.
С середины 1970-х по 2000 год читала общий курс истории Средних веков (часть 1) на вечернем отделении, некоторое время вела его и на дневном, вела просеминарские занятия на 2-м курсе. Читала курсы по историографии Средних веков (совм. с М. А. Бойцовым), спецкурсы. Ею подготовлено 30 выпускников-дипломников и около 10 кандидатов наук, а также несколько докторов наук.
Являлась бессменным руководителем-основателем (с 1992) группы «Власть и общество», в рамках которой реализовала исследования по различным направлениям в актуальном историографическом поле: королевскому двору (проект: «Королевский двор и придворная жизнь в Европе в средние века и раннее новое время»), природе власти, её образу, сравнительному анализу высших форм политических образований (проект: «Власть и политика в Средние века»). Благодаря деятельности группы удалось в короткий срок восстановить на высоком уровне изучение политической истории средневековых государств в России. Группа стала символом возрождения научного интереса к проблеме механизмов властвования, развития нового для российской историографии направления, а также примером развития новейших методов анализа и новаторских методологических подходов (историко-политологического, искусствоведческого и др.).
В рамках деятельности группы Н. А. Хачатурян организовала следующие конференции:
- Харизма королевской власти: миф и реальность (1993)[10].
- Придворная культура эпохи Возрождения и власть (1994)
- Средневековое европейское дворянство — от рыцаря к придворному и officier (март 1996)[11].
- Жизнь двора и его образ в литературе Средних веков и раннего Нового времени (1998)
- Королевский двор в политической культуре средневекового европейского общества: теория, символика, церемониал (февраль 2001)
- Сакральное тело короля (15-17 марта 2003)
- Власть, общество и человек в средневековой Европе (2006)[12]
- Империи и этно-конфессиональные государства в Европе в Средние века и раннее Новое время (2008)[13].
- Этносы и «нации» в Западной Европе в эпоху средневековья и раннего Нового времени: идентичность и самоидентификация (2011).

Летом 2020 г. Нина Александровна собиралась засесть за новую книгу. Замыслом она не успела поделиться, но явно испытывала творческий подъём. Даже в условиях пандемии и режима самоизоляции она видела плюсы для людей интеллектуального труда - возможность уйти от суеты и заняться чем-то по-настоящему важным...— вспоминала Сусанна Карленовна Цатурова

## Основные работы
Книги
- Возникновение Генеральных штатов во Франции. М., 1976;
- Сословная монархия во Франции XIII—XIV вв. М.: Высшая школа, 1989 (Библиотека историка);
- Власть и общество в Западной Европе в Средние века / отв. ред. Л. П. Репина; Ин-т всеобщ, истории РАН; МГУ имени М. В. Ломоносова. — М.: Наука, 2008. — 313 с. ISBN 978-5-02-035981-9 {Рец.}

Статьи
- (Денисова Н. А.) Из истории политической борьбы во Франции в нач. XIV в. (трактаты легиста Дюбуа об уничтожении ордена тамплиеров) // Средние века. 1961. Вып. 20. С. 208—224;
- Духовенство и дворянство на Генеральных штатах 1302—1308 гг. // Средние века. 1966. Вып. 29. С. 90—113;
- Город в системе феодальной формации // Вопросы истории. 1983. № 1. С. 67—84;
- История Франции XI—XIV вв. // История средних веков / под ред. С. П. Карпова и З. В. Удальцовой. Т. 1. С. 225—261. (впервые в 1990);
- Политическая и государственная история западного средневековья в контексте структурного анализа // Средние века. 1991. Вып. 54;
- Авторитарный и коллективный принцип в эволюции средневековой государственности // Власть и политическая культура. Ч. 1. М, 1992;
- Феномен корпоративизма // Общности и человек в средневековом мире. М. — Саратов, 1992;
- Эволюция государства в средневековой Европе с древнейших времен до конца XV в. // История Европы. М., 1992., Т. 2., ч. 3. с. 487—508;
- Политическая организация средневекового города // Город в средневековой цивилизации. Т. 1. Феномен средневекового урбанизма. М., 1999;
- Современная медиевистика России в контексте мировой историографии // Средние века. 2001. Вып. 62;
- Медиевистика в Московском университете // Историческая наука в Московском университете 1755—2004. М., 2004;
- Тема королевского двора в исследованиях отечественных медиевистов // Вестник РГНФ, 3/36, 2004. С. 106—118;
- «Король — император в своем королевстве»… Политический универсализм и централизованные монархии // Империи и этнонациональные государства в Западной Европе в Средние века и раннее Новое время. М., 2011. С. 66—88;
- Тема королевского двора в российской медиевистике: рефлексии и эксперимент // Французский ежегодник. 2014. С. 8—26.

В рамках деятельности научной группы «Власть и общество» вышли шесть монографий:
- Двор монарха в Средневековой Европе: явление, модель, среда. М., 2001.
- Королевский двор в политической культуре средневековой Европы. Теория, символика, церемониал. М., 2004.
- Священное тело короля. Ритуалы и мифология власти. М.,2006.
- Власть, общество, индивид в средневековой Европе. М., 2008.
- Империи и этнонациональные государства в Западной Европе. М., 2011.
- Концепт-явление «собственность» в общественной структуре западноевропейского Средневековья. — СПб.: Алетейя, 2020. — 398 с. ISBN 978-5-00165-132-1

## Цитаты
- Редкие радикальные обретения в философии исторического знания обрели качество очевидного принципиального изменения в XIX в., позволив считать его началом превращения исторической дисциплины в науку. Наиболее важными из завоеваний исторического сознания следует признать победу светской концепции исторического процесса, которую определила идея органического развития мира. Историческая мысль объяснила специфику органической природы исторического процесса, увидев её в социальных отношениях и социальных институтах социума.